# Narmerjev kij
Narmerjev kij je staroegipčanski kamnit okrasni glavič vladarske palice oziroma žezla. V glavnem depozitu templja v Nehenu (Hierankopol) ga je odkril James Quibell leta 1898. Zaradi vgraviranega sereka kralja Narmerja je datiran v zgodnje dinastično obdobje okoli 31. stoletja pr. n. št. Glavič je shranjen v Ashmolovem muzeju v Oxfordu.

## Opis
Narmerjev kij je bolje ohranjen od Škorpijonovega kija in ima več razlag. Trenutno prevladuje mnenje, tako kot za Narmerjevo paleto, da je na njem upodobljen dogodek, ki so se zgodil tisto leto, ko je bil kij izdelan in podarjen templju. Tak običaj potrjujejo druge najdbe v Hierakonpolu. Teorija, da je na njem upodobljen velik dogodek, na primer Narmerjev festival Heb Set ali poroka s kraljico Neithotep, ki so jo zagovarjali Petrie, Walter Emery in drugi znanstveniki, je ovržena.
Na levi strani glaviča je kralj z rdečo krono (dešret) Spodnjega Egipta, ki sedi na pod baldahinom na odru, prekritem z dolgim kosom tkanine ali plaščem. V rokah drži cepec, nad baldahinom pa je hrošč z razprtimi krili, ki morda simbolizira lokalno boginjo Nehbet. Nehen ali Hierankopol je bil pred konsolidacijo Gornjega Egipta ob koncu obdobja Nakada III eden od štirih centrov moči v Gornjem Egiptu. Njegov verski pomen se je nadaljeval še dolgo potem, ko se je njegova politična vloga zmanjšala. Neposredno pred Narmerjem je še en oder ali morda nosilnica, na kateri sedi proti njemu obrnjena ogrnjena oseba. Oseba bi lahko bila princesa, ki jo predstavljajo kralju kot morebitno nevesto, kraljev otrok ali božanstvo. Nosilnica je pokrita z loku podobno strukturo, za katero so trije registri. V srednjem registru so trije služabniki, ki hodijo ali tečejo za nosilnico. V gornjem registru je ograda, v kateri je morda krava s teletom, ki simbolizira nom Theb-ka, ali boginja Hator in njen sin Hor, božanstvi, ki sta bili od davnine povezani s kraljevskim dostojanstvom. Za ogrado so štirje zastavonoše, ki se približujejo prestolu. V spodnjem registru je pred pahljačarjema prizor, podoben zbiranju darov.
Za prestolom s sedečim kraljem je oseba, ki je zelo podobna domnevnemu nosilcu sandal z Narmerjeve palete. Ob njegovi glavi je v obeh primerih cvetlična rozeta. Nad njim so trije možje. Dva od njih nosita dolgi palici. Nad njimi je Narmerjev serek. 
V gornjem delu levega polja je zgradba, ki je morda svetišče. Na njeni strehi stoji čaplja. Pod njo je ograda s tremi živalmi, verjetno antilopami. Prizor morda simbolizira starodavno mesto Buto, v katerem se je verjetno zgodil prikazani dogodek.